# Shiny GATE
『Shiny GATE』（シャイニー ゲート）は中川翔子の5作目のシングル。2008年8月6日にリリースされた。

## 作品概要
- CDのみ盤、CD+DVD盤の2つの仕様となっている。
- カップリングには山下久美子の「赤道小町ドキッ」のカバー曲を収録。
- PVはタイアップの「東京オンリーピック」を意識した作品となっており茂木淳一や中川と同じ所属事務所のお笑いコンビ・ザブングルの加藤歩らが出演している。また冒頭の部分では6thシングルの「続く世界」のアウトロ部分が流れる。

## 収録曲
通常盤（CDのみ）
1. Shiny GATE
作詞：Shihomi・渡辺和紀  作曲：渡辺和紀　編曲：nishi-ken
2. To Be Free
作詞：mavie  作曲：藤末樹　編曲：齋藤真也
3. 赤道小町ドキッ
作詞：松本隆  作曲：細野晴臣　編曲：平田祥一郎
4. Shiny GATE -Instrumental-

CD+DVD盤
- Disc-1：CD （上記通常盤と同じ）
- Disc-2：DVD
  1. Shiny GATE PV
  2. シンギングに賭けた夏 Road to GOLD MEDAL

## 仕様
CD+DVD盤
- 映画「東京オンリーピック」ワイドラベルステッカー（type.A）
- Shinyジャケット仕様

通常盤
- 映画「東京オンリーピック」ワイドラベルステッカー（type.B）
- Shinyジャケット仕様

## タイアップ
Shiny GATE
- 「東京オンリーピック」テーマソング
- 日本テレビ系「スポーツうるぐす」テーマソング（2008年8月・9月）

To Be Free
- 「東京オンリーピック」エンディングテーマ